# Rambus
Rambus（NASDAQ：RMBS）創立於1990年3月，是一家專門從事高速晶片介面的發明及設計的技術授權公司。總部位於美國加州的洛斯阿爾托斯。

## 歷史
1990年，Mike Farmwald和Mark Horowitz創立Rambus公司，並開始提出专利的申请，到1995年擁有SyncLink和RamLink等專利技术。1996年11月，在经过了几年的谈判之后，Intel同Rambus共同致力于Direct Rambus DRAM发展。威盛推出的Apollo Pro133一度取代Rambus DR DRAM，美光選擇Apollo Pro133。

## 技術

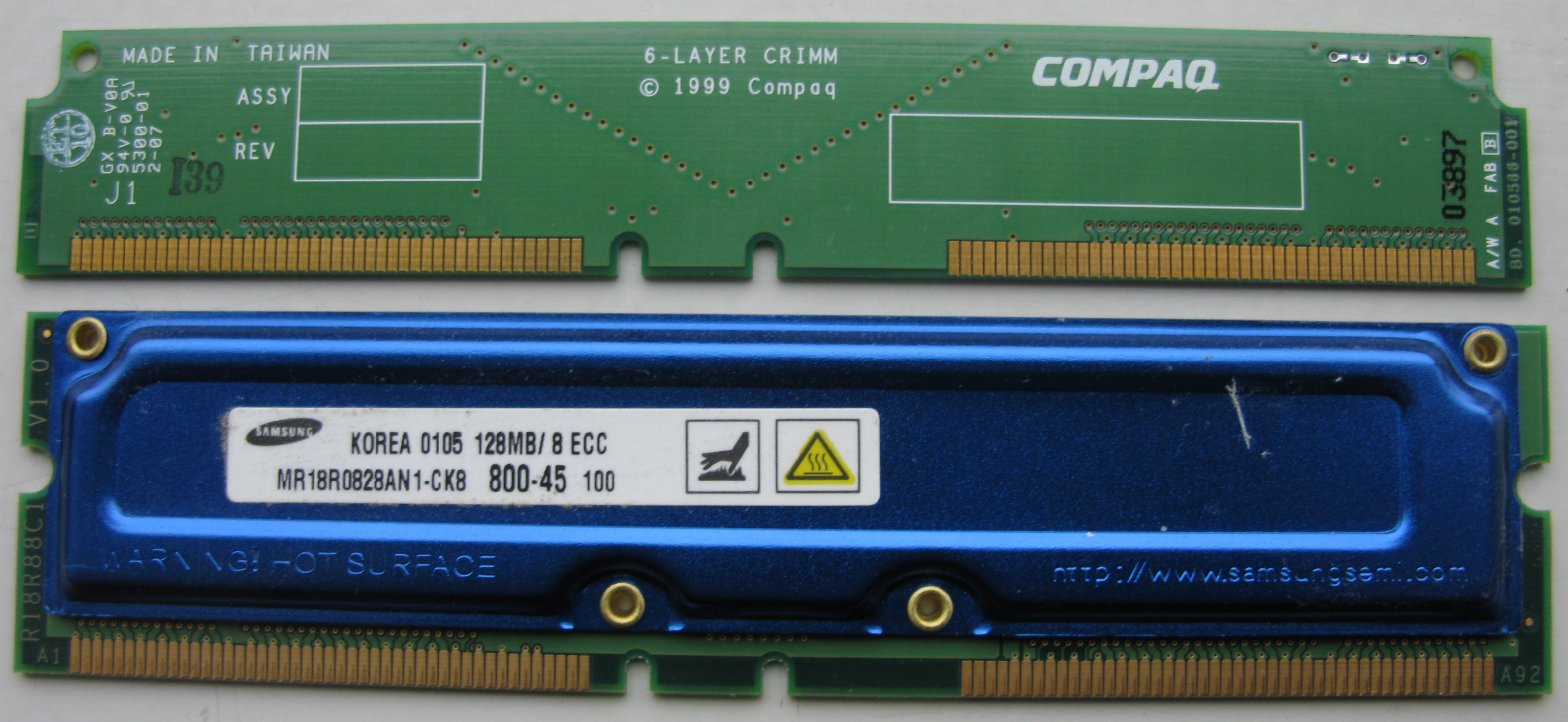
RDRAM電腦記憶體

Rambus大部份的收入是來自专利，Rambus經常處於訴訟狀態。目前Rambus的產品有 RDRAM、XDR DRAM、XDR2 DRAM。